# Cola de espera virtual
Una cola de espera virtual es el turno de espera ordenado que se produce en un centro telefónico de llamadas cuando los agentes no pueden atender todas las llamadas que se producen. Un distribuidor automático de llamadas es el que asigna el turno.
Los sistemas de colas virtuales permiten a los clientes recibir un rellamado (o call-back) del sistema en vez de quedar en espera en la cola del ACD, y ahorrarse el tiempo de espera en línea. Esta solución es análoga a la opción de "vía rápida" (por ejemplo el Fastpass de Disney World) que se utilizan en los parques de atracciones, que a menudo tienen largas colas para viajar en el posavasos y varios lugares de interés. Por un cargo adicional, un sistema permite a los visitantes del parque asegurar su lugar en una "cola virtual" en lugar de permanecer esperando en una cola física.
Existen varios tipos de sistemas de "colas virtuales", pero el sistema estandarizado FIFO (First In, First Out: el primero que entra es el primero que sale) que aparta el lugar del caller en la línea de espera, está diseñado para monitorear la cola de espera calculando un tiempo estimado de espera en caso de que sobrepase un tiempo predefinido. Cuando el umbral de tiempo predefinido es sobrepasado, el sistema contesta las llamadas entrantes antes de que entren a la cola de espera. Les informa a los que llaman su tiempo estimado y les ofrece la opción de recibir una llamada en respuesta después del tiempo que el cliente hubiese permanecido en espera.
Si la persona que llama decide esperar, la llamada se enruta directamente a la cola de espera. A los clientes que optan por recibir un llamado en respuesta (o callback), se les solicita que tecleen su número telefónico y cuelguen, evitando seguir en espera. Un “lugar apartado virtual” le reserva al cliente su posición en la cola mientras el sistema ACD trabaja.
El sistema de colas virtuales monitorea el progreso en el que las llamadas en cola de espera son atendidas y genera el rellamado de salida para el cliente solo un momento antes de que el lugar del apartado virtual le toque ser atendido. Cuando el rellamado es contestado por el cliente, el sistema le pide que confirme que es la misma persona que solicitó el callback y en caso afirmativo lo conecta con el primer representante disponible del centro de llamadas, el que contesta la llamada como una llamada normal de entrada.
Los centros de llamadas no miden el tiempo de "cola virtual" como ASA o "tiempo de espera" dado que el caller es libre de hacer otras actividades en vez de escuchar la música de espera y anuncios. La troncal de voz es liberada entre el ACD y la red de telecomunicaciones, así que esta llamada no acumula ningún tiempo de espera ASA o costos inbound de telefonía.
Comparando los tiempos de espera tradicionales contra los de los de la cola virtual en una línea de tiempo se percibe la diferencia que impacta favorablemente la percepción del cliente. En este primer ejemplo, el cliente tiene que esperar en una espera tradicional cerca de 12 minutos. Y cuando es finalmente conectado con un agente, la llamada es atendida por 3 minutos, pero parte de ese tiempo pudo incluir quejas relacionadas con el tiempo de espera. Hay que notar que muchos clientes es esta situación hubiesen abandonado la cola de espera antes de ser atendidos por un representante, y rellaman repetidamente, resultando en costos de telefonía adicionales para el centro de llamadas e impactos para sus metas métricas o KPI.
En el segundo ejemplo, el cliente es atendido por un sistema de cola virtual. Escucha una bienvenida informándole su tiempo de espera estimado o EWT, y le ofrece la opción de recibir un rellamado en vez de esperar en línea. Si el cliente elige esperar en línea, entra la llamada a la cola de espera y es conectada a un agente cuando su turno llega. Es poco probable que el cliente se queje sobre la espera dado que inicialmente se le informó de su tiempo estimado de espera y se le presentaron opciones al respecto. Esto es indicado en el ejemplo como “Saved Talk Time” o Tiempo Ahorrado de Conversación. El cliente también tiene menor posibilidad de que abandone la llamada dado el trato diferente de la llamada y las opciones del cliente respecto a su espera.
El tercer ejemplo muestra a un cliente que es tratado por un sistema de cola virtual y elige recibir un rellamado en el mismo tiempo que si hubiese esperado en cola. Después de teclear su teléfono y decir su nombre al sistema, el cliente cuelga y su lugar de espera virtual reserva su posición en la cola. Este "tiempo en cola virtual" ahorra costos de telefonía (dado que el cliente ya no está esperando en línea) y libera tiempo valioso de sus clientes. Cuando el lugar de espera virtual está en el frente de la cola, el sistema llama al cliente, le da la bienvenida, y lo pone en primera instancia, listo para ser el siguiente en ser contestado por un representante del centro de llamadas. Dado que el cliente debió haber experimentado positivamente el servicio, debe ser muy poco probable de quejarse sobre la espera.

## Impacto de los sistemas de colas virtuales
Los sistemas de colas virtuales ayudan a las métricas de los centros de llamadas de muchas maneras. El tiempo en cola de espera se mide normalmente como ASA (Average Speed to Answer: tiempo promedio de espera). Y cuando a los clientes se les ofrece la opción de recibir un rellamado en respuesta o call-back FIFO (First In, First Out: el primero que entra es el primero que sale), la aceptación de los clientes por este servicio inicialmente es entre 45 % a 55 % o mayor. Aproximadamente, cerca de la mitad de las llamadas que normalmente tendrían una cola de espera entre 5 a 10 minutos acumularían un ASA (tiempo de espera promedio) de 10 seconds. A su vez, estos rellamados con un ASA corto entrarían dentro del objetivo de Nivel de Servicio. Como los callers no pueden abandonar mientras están en la cola virtual, el total de llamadas abandonadas se reduce. El impacto en el customer satisfaction es positivo. Las colas virtuales pueden resultar en una mejora en las experiencias de servicio y mejoras en las operaciones del call-center. Aunque existen varios tipos de sistemas de colas virtuales.

## Colas de espera FIFO en relación con las colas programadas
Los dos tipos principales de sistemas de colas virtuales son el de FIFO (el primero que entra es el primero que sale) y el de colas programadas.
Los sistemas tipo FIFO permiten a los clientes el mantener su lugar en la cola de espera y recibir un callback en el mismo tiempo que si hubiesen esperado en línea. El apartado de lugar virtual mantiene la estructura de la cola y provee conveniencia adicional para los clientes al no penalizarlos al no elegir la espera en línea tradicional.
Los ejemplos anteriores muestran ejemplos de como la cola de espera tipo FIFO opera. Mientras que en los sistemas de colas programadas también ofrecen la misma conveniencia de un callback para evitar la espera, estos difieren del tipo FIFO en cuanto a que los clientes no conservan su mismo lugar en la cola de espera original.
Sistemas de devolución de llamada programadas ofrecer a los clientes una devolución de llamada en algún momento en el futuro, pero después de la época en que su llamada se responde si se quedaban en la cola. Si los tiempos de cola son excesivos, puede ser más conveniente para los clientes de recibir una devolución de llamada más tarde en el día, o incluso más tarde en la semana. Entre los diversos tipos de sistemas de devolución de llamadas programadas, hay variaciones, cada una con sus fortalezas y debilidades.
Tipo de agenda, sistemas de programación permiten a los clientes para programar citas para un máximo de 7 días en el futuro. Los centros de contacto pueden bloquear los tiempos que no están disponibles para la programación y limitar el número de citas disponibles. Los sistemas de la agenda también permiten a los clientes que llegan a su centro fuera del horario comercial para concertar una cita durante las horas normales de operación.
Sistemas de programación del temporizador prometer una devolución de llamada en un lapso de tiempo predeterminado, independientemente de las condiciones de la cola. Si bien esto asegura una devolución de llamada a tiempo para el cliente, un aumento en el volumen de llamadas o la reducción de personal debido a un cambio de turno puede crear un cuello de botella en la cola del centro de contacto, alargando los tiempos de espera.
Pronósticos basados en los sistemas de programación sólo ofrecen citas en momentos en que el centro de contacto anticipa una caída de la demanda sobre la base de las previsiones de planificación del personal. Estos tiempos pueden no ser convenientes para el cliente, y el centro de contacto se corre el riesgo de un cuello de botella si la reducción prevista de la demanda o el aumento de la dotación de personal no en producción.
Mientras tanto para el primer inbound, como para el primer outbound, y para las colas programadas pueden proporcionar importantes beneficios de rendimiento para el centro de llamadas, algunos sistemas de colas sólo permiten devoluciones de llamadas programadas, aunque FIFO es claramente preferible. Las limitaciones de estos sistemas de forzado de programación no proporcionan al cliente una experiencia óptima, y su dependencia de los temporizadores con cuenta atrás o llame a las previsiones de tráfico puede influir negativamente en las operaciones de centro de contacto. La programación del temporizador y sistemas de forzado de programación puede provocar una "plaza" o condición de "persecución" que se produzca en la cola, lo que reduce la eficiencia del centro de llamadas.
La mejor apuesta para la mejora de la satisfacción del cliente y las operaciones de centro de contacto es implementar una solución de cola de gestión integral que incluye tanto primer inbound, como para el primer outbound y las llamadas programadas y se centra en la experiencia del cliente al tiempo que mejora el rendimiento del centro de contacto.
Una buena solución cola virtual se integran con las tecnologías existentes de un centro de llamadas, tales como CTI, administración de personal y enrutamiento basado en habilidades, para maximizar los beneficios de todos los sistemas, por lo que es una parte integral de una estrategia integral de gestión de colas.

## Las aplicaciones del virtual hold
Algunas empresas de servicios públicos (electricidad, gas natural, telecomunicaciones y televisión por cable) el uso de cola virtual para gestionar los picos estacionales en el tráfico del centro de llamadas, así como los picos de tráfico inesperados debido a las interrupciones de tiempo o servicio. Los centros de llamadas que procesan las llamadas de tele-ventas de entrada puede reducir el número de llamadas abandonadas. Organizaciones de atención al cliente utilizar cola virtual para mejorar los niveles de servicio y aumentar la lealtad del cliente. Indemnizaciones de seguros centros de procesamiento de utilizar cola virtual para gestionar los picos imprevistos, debido a los desastres naturales.